# Apfeldorf
Apfeldorf település Németországban, azon belül Bajorországban. Lakosainak száma 1254 fő (2023. december 31.). Apfeldorf Peiting, Wessobrunn, Kinsau és Rott községekkel határos.

## Népesség
A település népessége az elmúlt években az alábbi módon változott:
| Lakosok száma | 625  | 980  | 727  | 828  | 1059 | 1093 | 1121 | 1124 | 1199 | 1254 |
|               | 1875 | 1950 | 1975 | 1987 | 2012 | 2014 | 2016 | 2017 | 2021 | 2023 |

## Fekvése
Landsberg am Lech, Schongau és Weilheim in Oberbayern közt fekvő település.

## Története

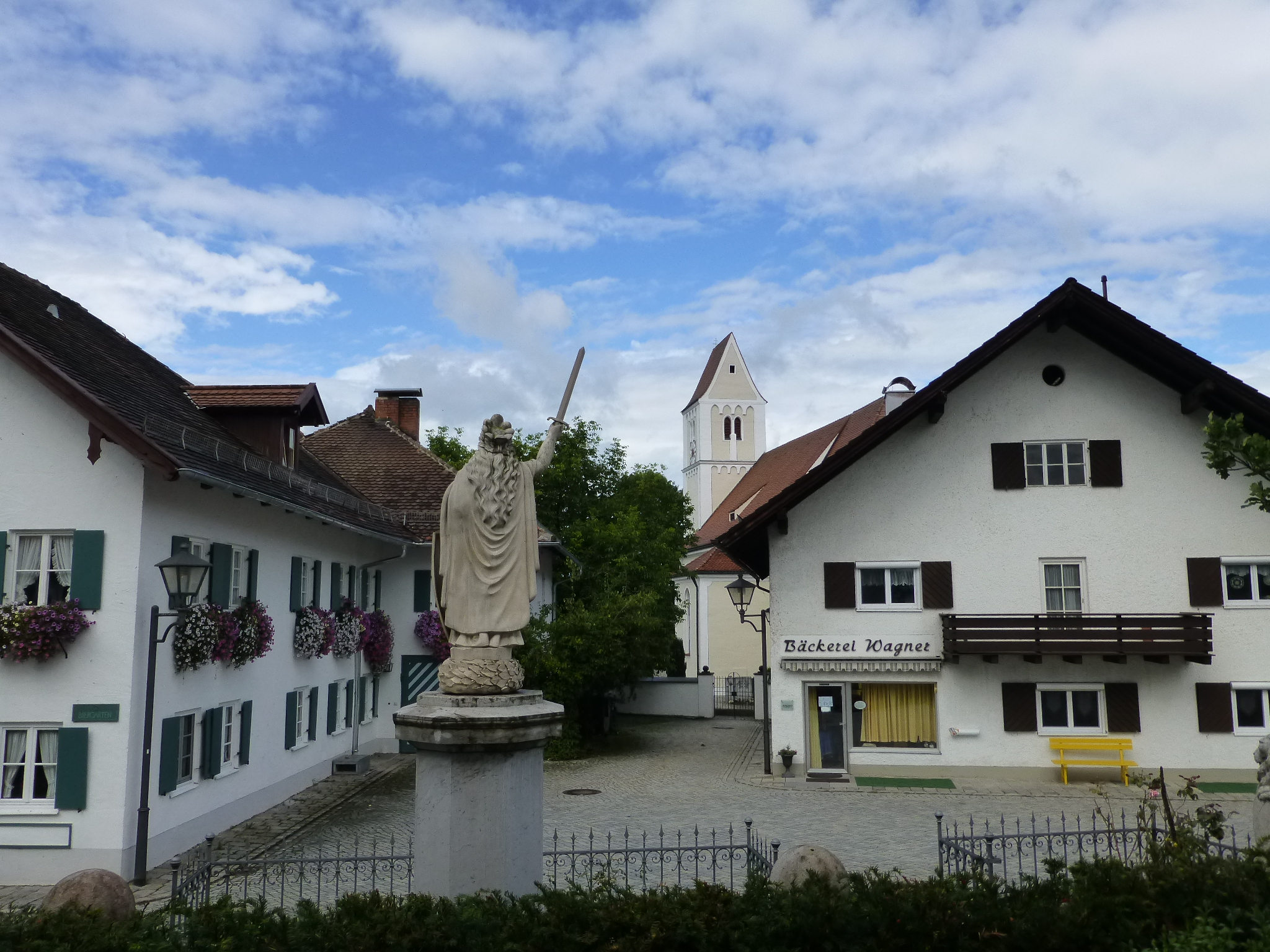

Apfeldorf kolostor neve 1305-ben tűnt fel először, de a Landsberger Kreisheimat museum évkönyvében az olvasható, hogy a falu Apfeldorf elnevezése először 1313-ban egy Augsburggal kapcsolatos cselekmény (ajándékozás) kapcsán bukkant fel először.
Apfeldorf későbbi története során–mint Lech Rains sok falujában–itt is háborúk, pestis, jégesők pusztítottak, és a falu is többször elpusztult. A falu életét a kereskedelem és a mezőgazdaság határozta meg, valamint a korábbi években a fakitermelésre és áruszállítás Bécs és Budapest között.
Ma Apfeldorf vidéki jellegű független település.

## Nevezetességek
- Szentlélek plébániatemplom–A nyeregtetős épület nyugati tornya késő román stílusú, kórusa késő gótikus (1740-ből való stukkódíszítéssel), valamint barokk templomhajóval épült. A terv Az 1747-ben készült a plébániatemplom szép belső csarnoka, mely a barokk építész Johann Michael Fischer munkája.